# Parafia św. Fabiana i św. Sebastiana w Osowej Sieni
Parafia św. Fabiana i św. Sebastiana w Osowej Sieni – parafia rzymskokatolicka w Osowej Sieni w dekanacie Wschowa (diecezja zielonogórsko-gorzowska).
Gotycki kościół św. Fabiana i Sebastiana z XIV w.

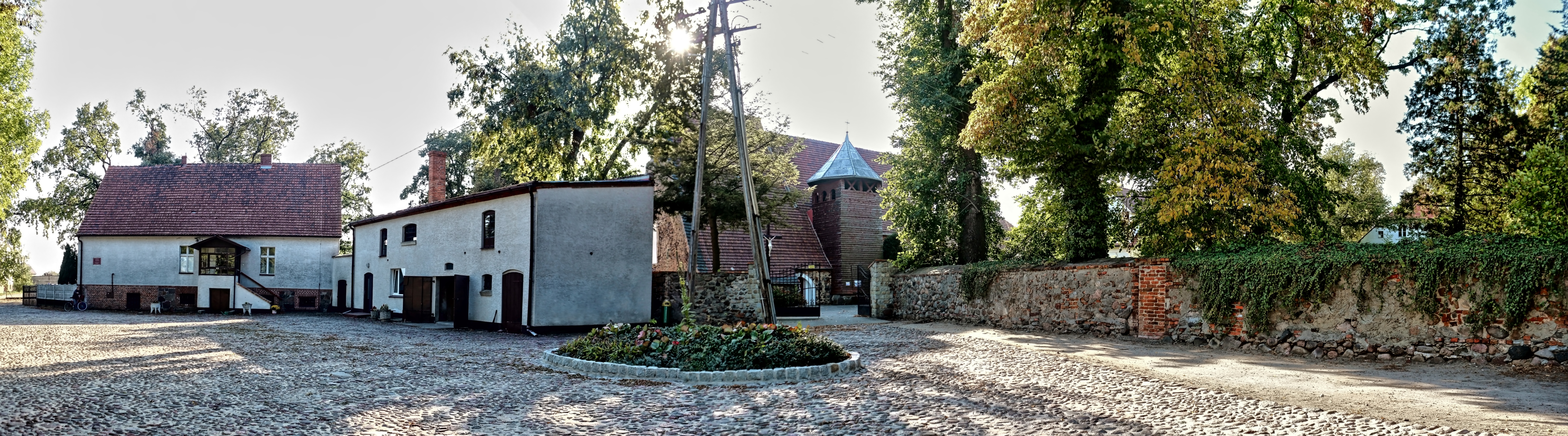
Parafia Osowa Sień